# Metaphedron
Metaphedron (3-Methylmethcathinon, kurz 3-MMC) ist ein synthetisches Cathinon. 3-MMC ist sehr nah mit Mephedron (4-Methylmethcathinon oder 4-MMC) verwandt.
Wie bei anderen synthetischen Cathinonen gibt es für 3-MMC keine bekannte therapeutische Verwendung. Die Designerdroge liegt normalerweise in Form von weißem Pulver oder Kristallen vor.

## Geschichte
Entwickelt wurde die Substanz von Dr. Zee, einem Entwickler für Legal Highs, für eine israelische Firma. Das erste Auftreten der neuen psychoaktiven Substanz wurde 2012 in Schweden außerhalb therapeutischer Verwendung dokumentiert.
Nachdem der Stoff bereits einige Jahre auf dem europäischen Schwarzmarkt erhältlich war, trat etwa 2020 eine Zunahme seiner Verfügbarkeit ein.
Während eines infolge der Aufhebung der zur Eindämmung der COVID-19-Pandemie verhängten Massenquarantäne entstandenen Nachfrageüberhangs sog. Partydrogen wurde im September 2021 im Vereinigten Königreich ein Anstieg des Konsums von MDMA-Surrogaten wie Clephedron (4-CMC) und 3-MMC verzeichnet.

## Synthese
Metaphedron kann in einer mehrstufigen Synthese hergestellt werden. Dafür wird im ersten Schritt 3-Methylbenzaldehyd mit Ethylmagnesiumbromid umgesetzt, anschließend mit Pyridiniumchlorochromat (PCC) auf Kieselgel oxidiert und mit einem Gemisch aus Bromwasserstoffsäure und Wasserstoffperoxid bromiert. Im letzten Schritt wird dann das entstandene Bromketon mit ethanolischen Methylamin in Acetonitril als Lösungsmittel umgesetzt. Durch Umsetzung mit Chlorwasserstoff in Diethylether kann die Verbindung als Hydrochlorid isoliert werden.

## Pharmakologie

### Pharmakokinetik
Die Verstoffwechslungs- und Ausscheidungswege beim Menschen sind nicht vollständig bekannt. Diverse Stoffwechselprodukte weisen darauf hin, dass der Abbau ähnlich zu Mephedron abläuft.

### Pharmakodynamik
Metaphedron entfaltet seine Wirkung vor allem über die Beeinflussung der Monoamine Dopamin, Serotonin und Noradrenalin. Diese Neurotransmitter wirken sich auf das Belohnungssystem, Stimmung und Erregung, aber auch auf das Herz-Kreislauf-System und weitere Teile der Psyche und des Körpers aus.
Durch die Hemmung der Wiederaufnahmekanäle und die vermehrte Freisetzung verschiedener Monamine wird deren Konzentration im synaptischen Spalt erhöht und ihre Wirkung auf Nervenzellen verstärkt. Metaphedron bindet auch direkt an verschiedene Rezeptoren, unter anderem für Serotoninrezeptoren (z. B. 5-HT2A) und Adrenozeptoren (vor allem α1A).:56 f.
Im Vergleich zu Mephedron verstärkt Metaphedron die Dopaminwirkung deutlich mehr als die Serotoninwirkung, dies ist mit einem erhöhten Abhängigkeitspotential assoziiert.:56 f. Empirische Daten zur Suchtwirkung von Metaphedron liegen mit Stand 2023 nicht vor.

## Verwendung

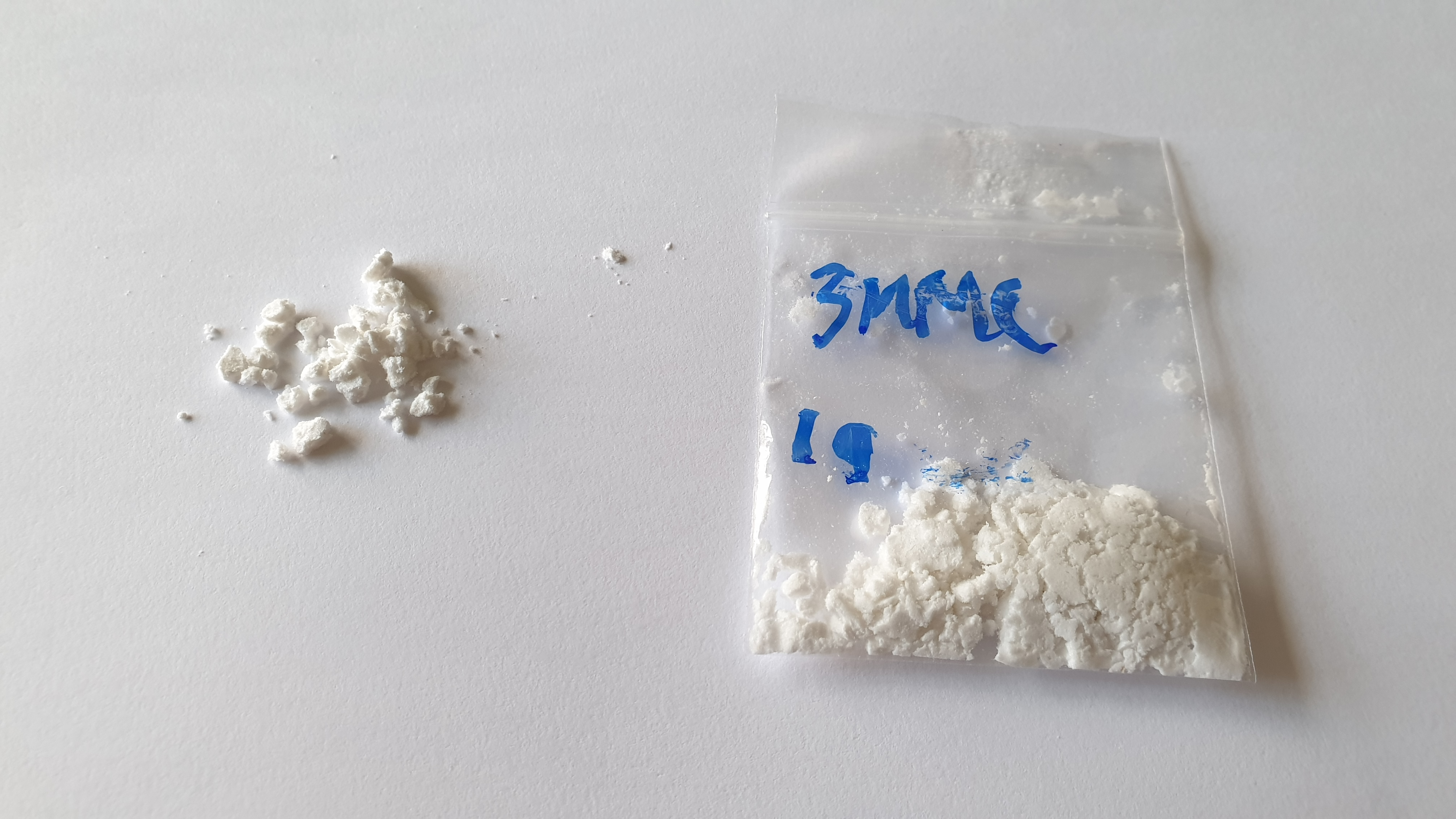
Metaphedron wird üblicherweise als Pulver konsumiert

Metaphedron wird vorrangig als Droge konsumiert, daneben finden sich kleinere Anwendungen in der Forschung.:53 f. Es wird in keinem Medikament verwendet.
Im Kontext von Drogenkonsum sind vor allem die Bezeichnungen 3-MMC und Metaphedron üblich. Die Substanz wird überwiegend gezielt erworben, teilweise aber auch als andere Droge ausgegeben.:31
Metaphedron wird vor allem von jüngeren Personen als Partydroge konsumiert. Dabei handelt es sich sowohl um Erstnutzerinnen und Erstnutzer, aber auch um Vorerfahrene die die Substanz statt oder zusätzlich zu anderen Stimulantien verwenden.:31 In diesen Kontexten wird die Droge überwiegend als Pulver durch die Nase gezogen („sniefen“), aber auch als Pulver in Taschentuchpapier eingewickelt geschluckt oder in alkoholischen Getränken aufgelöst.:51 f. Aufgrund der kurzen Wirkdauer wird häufig wiederholt innerhalb der gleichen Sitzung konsumiert.:51 f. Daneben kommt Metaphedron auch in Hochrisikokontexten wie MSM-Chemsex-Partys vor, dort ist auch der intravenöse Konsum verbreitet.
Wie andere Amphetamine kann Metaphedron Glücksgefühle, Wachheit und Aufmerksamkeit steigern und ein gesteigertes Gefühl der Empathie und Verbundenheit auslösen, teilweise werden auch Halluzinationen oder eine erhöhte Libido berichtet. Es kann zu Herzrasen, Krampfanfällen und Überhitzungen kommen. Dosierung und Wirkdauer unterscheiden sich je nach Konsumform und Person.:51 f., 90 Der psychotrope Effekt wird, trotz vergleichbarer Konsummengen, häufig als deutlich schwächer als bei Mephedron empfunden.

## Toxizität
Zwischen 2013 und 2023 wurden mindestens 34 Todesfälle beschrieben, bei denen Metaphedron nachgewiesen werden konnte, meist in Kombination mit anderen psychotropen Substanzen. Häufig beschriebene Todesursachen waren akutes Herz-Kreislauf- oder Atemversagen oder Hirnschädigungen durch Sauerstoffmangel.
Mit Stand 2022 liegen keine Daten zu Langzeitfolgen durch 3-MMC-Konsum vor.:89 ff.

## Analytik
Metaphedron kann mittels NMR-Spektroskopie identifiziert und von seinen Isomeren 2-MMC und 4-MMC unterschieden werden.

## Rechtslage
Metaphedron wurde 2023 in das internationale Übereinkommen über psychotrope Stoffe aufgenommen. In Deutschland ist es als nicht verkehrsfähiges Betäubungsmittel eingestuft, in Österreich Suchtmitteln gleichgestellt.

## Externe Links zu erwähnten Verbindungen
1. ↑  Externe Identifikatoren von bzw. Datenbank-Links zu 3-Methylmethcathinonhydrochlorid:  CAS-Nr.: 1246816-62-5, EG-Nr.: 824-776-2, ECHA-InfoCard: 100.259.777, PubChem: 71750436, ChemSpider: 29341753, Wikidata: Q130999706.
2. ↑  Externe Identifikatoren von bzw. Datenbank-Links zu (R)-Metaphedron:  CAS-Nr.: 2291027-30-8, PubChem: 91800129, Wikidata: Q134114188.
3. ↑  Externe Identifikatoren von bzw. Datenbank-Links zu (S)-Metaphedron:  CAS-Nr.: 2107851-15-8, PubChem: 89050441, Wikidata: Q134115148.
4. ↑  Externe Identifikatoren von bzw. Datenbank-Links zu 2-Methylmethcathinon:  CAS-Nr.: 1246911-71-6, PubChem: 56603536, ChemSpider: 37701507, Wikidata: Q27271222.